# Ján Nálepka
Ján Nálepka (ur. 20 września 1912 w Smižanach, zm. 16 listopada 1943 w Owruczu) – słowacki oficer, radziecki partyzant, Bohater Związku Radzieckiego (1945).

## Życiorys
W 1931 ukończył seminarium nauczycielskie i został nauczycielem w szkole wiejskiej, w 1934 został powołany do czechosłowackiej armii, w 1936 ukończył szkołę oficerską i został podporucznikiem. W marcu 1939 został zmobilizowany do słowackiej armii, w 1941 został skierowany na front wschodni jako szef sztabu pułku w stopniu kapitana, wkrótce po znalezieniu się na terytorium Ukrainy podjął antyfaszystowską działalność podziemną, na początku 1942 nawiązał łączność z radzieckimi partyzantami. 15 maja 1943 wraz z grupą oficerów i żołnierzy został przyjęty do radzieckiego zgrupowania partyzanckiego i mianowany dowódcą oddziału sformowanego z byłych słowackich wojskowych, latem i jesienią 1943 uczestniczył w wielu akcjach przeciw Niemcom w obwodzie żytomierskim. Został kandydatem do WKP(b). Współpracował z innymi oddziałami partyzantki radzieckiej i z wojskami 1 Frontu Ukraińskiego, zginął podczas wyzwalania Owrucza. Został pochowany w Owruczu, później jego prochy przeniesiono do Słowacji. W Owruczu zbudowano jego pomnik.

## Odznaczenia
- Order Lwa Białego I klasy
- Złota Gwiazda Bohatera Związku Radzieckiego (pośmiertnie, 2 maja 1945)
- Order Lenina (pośmiertnie, 2 maja 1945)